# Киндяково (Московская область)
Киндяково — деревня в Дмитровском районе Московской области, в составе сельского поселения Синьковское. Население — 2 чел. (2010). До 2006 года Киндяково входило в состав Кульпинского сельского округа.

## Расположение
Деревня расположена в западной части района, примерно в 21 км к западу от Дмитрова, на правом берегу малой речки Кимерша (правый приток Лутосни), высота центра над уровнем моря 192 м. Ближайшие населённые пункты — Турбичево на северо-востоке и Пешково на юго-западе.

## Население
| 2002 | 2006 | 2010 |
| ---- | ---- | ---- |
| 5    | ↘4   | ↘2   |